# Галиев, Шаукат Галиевич
Шаукат Галиев (настоящее имя Шаукат Галиевич Идиятуллин; тат. Шәүкәт Гали улы Һидиятуллин, Şäwkät Ğali ulı Hidiätullin; 20 ноября 1928, Бакрче, Бакрчинский сельсовет, Болтаевская волость, Буинский кантон, Татарская АССР, РСФСР, СССР — 7 мая 2011, Казань) — известный татарский писатель, поэт,является одним из ярких представителей татарской детской литературы второй половины XX века.

## Биография
Родился 20 ноября 1928 года в деревне Большие Бакырче Буинского кантона Татарской АССР (ныне село Бакрче Апастовского района Республики Татарстан) в семье продавца деревенского магазина (Галиулла Идиятуллин, 1904—1943) и работницы колхоза (Халима-Миңлебика Зиннатуллина, 1905—1976).
В годы Великой Отечественной войны окончил семилетнюю школу (1943 год) и, будучи подростком, работал помощником бригадира в колхозе, бригадиром лесозаготовителей, учётчиком и районным статистом.
По неопубликованным данным, первое стихотворение Шаукат Галиев написал в конце войны, когда ему было 13 лет. Его первая публикация датируется 1948 годом в республиканском журнале «Совет әдәбияты» («Советская литература»). Он печатался под псевдонимом Галиев, в память об отце, погибшем на войне.
- В марте 1949 года Ш. Галиев назначается ответственным секретарем и через короткое время становится редактором районной газеты «Колхоз бригадасы» («Колхозная бригада») .
- Осенью 1953 года Шауката Галиева пригласили в Казань в качестве литературного сотрудника журнала юмора и сатиры «Чаян» (Скорпион), где со временем он стал начальником отдела. Параллельно работе, Шаукат продолжил учёбу и в 1956 году закончил среднюю вечернюю школу для рабочей молодежи.
- В 1958 году Шаукат Галиев стал членом Союза Писателей СССР.
- С 1959 по 1961 год учился и окончил Высшие Литературные Курсы Союза Писателей СССР в Москве. После окончания курсов вплоть до 1971 года занимался профессиональной писательской деятельностью.
- С 1971 до 1984 года Шаукат Галиев работал главным редактором художественной литературы в Татарском Книжном Издательстве.

Ш. Галиев долгие годы являлся членом правления Союза Писателей Татарстана, председателем коллегии по приему в Союз писателей, заведующим секцией детской литературы Союза писателей Республики Татарстан. Также он являлся членом редколлегии газеты «Сабантуй» и журнала «Сабыйга», председателем комиссии по творческому наследию Xасана Туфана.
Он отмечен множеством государственных и международных премий. За книги «Шавали», «Удивительные и забавные происшествия», «Забава», «Вкусный дом», «Кутбутдин — меткий стрелок», «С папой в кабинете» в 1972 году был удостоен звания лауреата Республиканской премии имени Габдуллы Тукая.
- В 1982 году за детскую книгу «Заяц на зарядке» («Физзарядка ясый куян»), переведённую на русский язык, был отмечен международной премией Ханса Кристиана Андерсена.
- В 1995 году Шаукату Галиеву присвоено почетное звание Народного поэта Республики Татарстан за заслуги в развитии татарской литературы.
- Шаукат Галиев скончался 7 мая 2011 года на 83-м году жизни, похоронен на Татарском кладбище города Казани[2].

## Творчество
В сборниках стихотворений Шауката Галиева в середине 1950-х годов — «Яңа җырлар» («Новые мелодии», 1954), «Кичке утлар» («Вечерние огни», 1956) — преобладают темы любви к природе и к родной земле, а также темы расставания и тяги к родному краю.
Многие из его стихотворений послужили текстами для татарских, теперь уже народных песен. К примеру слова к песням «Утыр әле яннарыма» («Присядь ко мне рядом»), «Кыңгыраулы мәктәп еллары» («Звонкие школьные годы»), «Сөенечкә дисәм» («Скажу на радость») были написаны Ш. Галиевым.
Далее творчество поэта наполнилось юмористическими элементами и содержанием, что привело к неожиданным образно-художественным открытиям и композиционной сжатости его произведений. Сборники «Слово к тебе» (1960), «Мои радости, мои беды» (1961), «Сокровенные мысли» (1965), «Единомышленнику» (1969), «Реальность» (1972), «Время звона капель» (1975) являются наглядным подтверждением его творческого развития.
Поэт также активно работал в жанре юмора и сатиры. Им опубликованы сборники «Уены-чыны бергә» (1966), «Комната смеха» (1967), «Шалт, Мөхәммәтҗан!» (1970).
Особую страницу в творческой биографии Шауката Галиева занимают стихи для детей. В них он о самых серьёзных вещах говорит интересно, с доброй и веселой улыбкой, с пониманием психологии своих маленьких читателей. С выходом в 1962 году поэтического сборника «Камырша», Шаукат Галиев становится известным в качестве детского писателя и становится в один ряд с самыми видными представителями российской детской литературы.
Герой его детских стихотворных циклов Шавали считается нарицательным для всей татарской детской литературы.
Всего на детскую тему он напишет свыше тридцати книг.
Шаукат Галиев стал примером и первопроходцем для многих детских татарских писателей. Заслуженный татарский поэт Роберт Миннулин часто благодарит в своих интервью Шауката Галиева за то что он помог ему стать детским писателем. В интервью газеты «Время и Деньги» Роберт Миннулин говорит: «Тогда в Татарстане был один детский поэт, выдающийся поэт, несравненный поэт — Шаукат Галиев. Без него я поэтом не стал бы. Я считаю себя его учеником, самым прилежным учеником. Он заметил мои первые публикации. Как-то обнял меня и сказал: „Поздравляю, прекрасные стихи“.»
Ш. Галиев опубликовал в общей сложности около пятидесяти книг.

## Семья
Жена — Фарида Сунгатулловна Гатиятуллина (1928 года рождения).
Дети — Джамиль (1951 года рождения), Джамиля (1953 года рождения), Алсу (1956 года рождения) и Джаудат (1957 года рождения).
На данный момент у него 7 внуков и 4 правнука.

## Награды
- Медаль «За доблестный труд. В ознаменование 100-летия со дня рождения Владимира Ильича Ленина» (1970)
- Республиканская премия имени Габдуллы Тукая (1972 г.)
- Ударник строительства КамАЗа (1978)
- Орден «Знак Почёта» (1978)
- Почётный диплом имени Х. К. Андерсена (1982)
- Знак ЦК ВЛКСМ имени А. П. Гайдара (1984)
- Медаль «За доблестный труд в Великой Отечественной войне 1941—1945 гг.» (1993)
- Народный поэт Республики Татарстан (1995)
- Юбилейная медаль «50 лет Победы в Великой Отечественной войне 1941—1945 гг.» (1995)
- Лауреат премии имени А.Алиша (1996).
- Почётная грамота Республики Татарстан (1998)
- Памятный знак в честь 55-й годовщины Победы в Великой Отечественной войне 1941—1945 гг. (2000)
- Благодарственное письмо Президента Республики Татарстан М. Ш. Шаймиева к 75-летию (2003)
- Юбилейная медаль «60 лет Победы в Великой Отечественной войне 1941—1945 гг.» (2005)
- Медаль «100-летию М. А. Шолохова» (2005)

## Произведения

### Опубликованные Книги: Поэзия
1. «Новые мелодии» («Яңа көйләр») — Казань: Татарское Книжное Издательство, 1954.
2. «Вечерние огни» («Кичке утлар») — Казань: Татарское Книжное Издательство, 1956.
3. «Письмо Отцу» («Әткәйгә хат») — Казань: Татарское Книжное Издательство, 1958.
4. «Слово к тебе» («Сиңа әйтер сүзем бар») — Казань: Татарское Книжное Издательство, 1960.
5. «Мои радости, мои беды» («Сөенечләрем, көенечләрем») — Казань: Татарское Книжное Издательство, 1961.
6. «Глаза Души» («Күңел күзе») — Казань: Татарское Книжное Издательство, 1963.
7. «Сокровенные мысли» («Уйларым, серләрем») — Казань: Татарское Книжное Издательство, 1965.
8. «Уены-чыны бергә» — Казань: Татарское Книжное Издательство, 1966.
9. «Единомышленник» («Фикердәшкә») — Казань: Татарское Книжное Издательство, 1969.
10. «Шалт, Мөхәммәтҗан!» — Казань: Татарское Книжное Издательство, 1970.
11. «Реальность» («Чынлык») — Казань: Татарское Книжное Издательство, 1972.
12. «Время звона капель» («Тамчылар тамар чаклар») — Казань: Татарское Книжное Издательство, 1975.
13. «Стихи, поэмы. Лирика, юмор. Детям» («Шигырьләр, поэмалар. Лирика, юмор. Балаларга») — Казань: Татарское Книжное Издательство, 1978.
14. «Говоря правду» («Дөресен әйткәндә») — Казань: Татарское Книжное Издательство, 1989.
15. «Тайны есть» («Серләрем бар») — Казань: Татарское Книжное Издательство, 2002.
16. «Душа полна любовью» («Мәхәббәт тулы җаным») — Казань: Мәгариф, 2002.
17. «Выборочные произведения: 5 томов» («Сайланма әсәрләр: 5 томда») — Казань: Татарское Книжное Издательство, 2002.

### Детские книги
1. «Камырша» — Казань: Татарское Книжное Издательство, 1962..
2. «Тамаша» — Казань: Татарское Книжное Издательство, 1964.
3. «Шәвәли» — Казань: Татарское Книжное Издательство, 1965.
4. «Шаян каләм» — Казань: Татарское Книжное Издательство, 1966.
5. «Комната смеха» («Көлке бүлмәсе») — Казань: Татарское Книжное Издательство, 1967.
6. «Удивительные и забавные происшествия» («Гаҗәп хәлләр, мәзәк хәлләр») — Казань: Татарское Книжное Издательство, 1968. .
7. «Интересно» («Кызык») — Казань: Татарское Книжное Издательство, 1970.
8. «Вкусный дом» («Тәмле йорт») — Казань: Татарское Книжное Издательство, 1970.
9. «Кутбутдин — меткий стрелок» («Котбетдин мәргән») — Казань: Татарское Книжное Издательство, 1971.
10. «Усатый бык» («Мыеклы бозау») — Казань: Татарское Книжное Издательство, 1973.
11. «Волшебное зеркало» («Тылсымлы көзге») — Казань: Татарское Книжное Издательство, 1974.
12. «Күңелле сәфәр» — Казань: Татарское Книжное Издательство, 1976.
13. «Крылатый мальчик» («Канатлы малай») — Казань: Татарское Книжное Издательство, 1982.
14. «Курицы смеются» («Тавыклар көлә») — Казань: Татарское Книжное Издательство,, 1983. .
15. «Привет, Друг!» («Исәнме, дус!») — Казань: Татарское Книжное Издательство, 1985.
16. «Выборочнуе произведения: стихи для детей» («Сайланма әсәрләр: балалар өчен шигырьләр») — Казань: Татарское Книжное Издательство, 1987.
17. «Камырша» — Казань: Татарское Книжное Издательство, 1989.
18. «Кто что любит» («Кем нәрсә ярата») — Казань: Татарское Книжное Издательство,1992.
19. «Хитрость Шавали» («Шәвәли хәйләсе») — Казань: Татарское Книжное Издательство, 1998.
20. «Көләч көзге» — Казань: Мәгариф, 1998.
21. «Вкусный дом» («Тәмле йорт») — Казань: Раннур, 2001.
22. «Көләч көзге» — Казань: Мәгариф, 2002. (На Латинском алфавите.)
23. «Книга Шавали» («Шәвәли китабы») — Казань: Татарское Книжное Издательство, 2006.

### Проза
1. «Әз-мәз мәзәк» — Казань: Татарское Книжное Издательство, 1979.
2. «Илһамым-мәхәббәтем: лирик язмалар» (1956—1984). — Казань: Татарское Книжное Издательство, 1986.
3. «Илһамым-мәхәббәтем: лирик язмалар» (1985—1995). — Казань: Татарское Книжное Издательство, 2006.
4. «Моя первая жизнь: воспоминания» («Минем беренче гомерем: истәлекләр») — Казань: Татарское Книжное Издательство, 1997.

### Переведенные на русский язык
1. «В свете молнии» — Москва: Советский писатель, 1962.
2. «С папой в кабине» — Москва: Детская литература, 1966.
3. «Огурцы в тюбетейке» — Москва: Детская литература, 1974.
4. «Баллада о колоколе» — Москва: Советский писатель, 1976.
5. «Заяц на зарядке» — Казань: Татарское Книжное Издательство, 1980.
6. «Секрет долголетия» — Казань: Татарское Книжное Издательство, 1981.
7. «Волшебное зеркало» — Казань: Татарское Книжное Издательство, 1984.
8. «С ветром наперегонки» — Москва: Малыш, 1985.
9. «Кто играет на курае?» — пер. с татар.; рис. А. Матрёшина. Москва: Детская литература, 1985.
10. «Заяц на зарядке» — Казань: Татарское Книжное Издательство, 1993.

### Переведенные на башкирский язык
1. «Витаминле хәрефтәр» — Башкортское Книжное Издательство, 1976

### Переведенные на английский язык
1. «Меrrу mirror» («Волшебное зеркало») — Мәгариф, 2002.

## Известные адреса
- Казань, Ново-Савиновская стройка, улица 9 Января, дом 14, кв. 1[5].